# یوخاری الز
یوخاری الز (به لاتین: Yuxarı Ələz) یک منطقه مسکونی در جمهوری آذربایجان است که در شهرستان سیاه‌زن واقع شده‌است. یوخاری الز ۳۵۰ نفر جمعیت دارد.